# Niederwalddenkmal

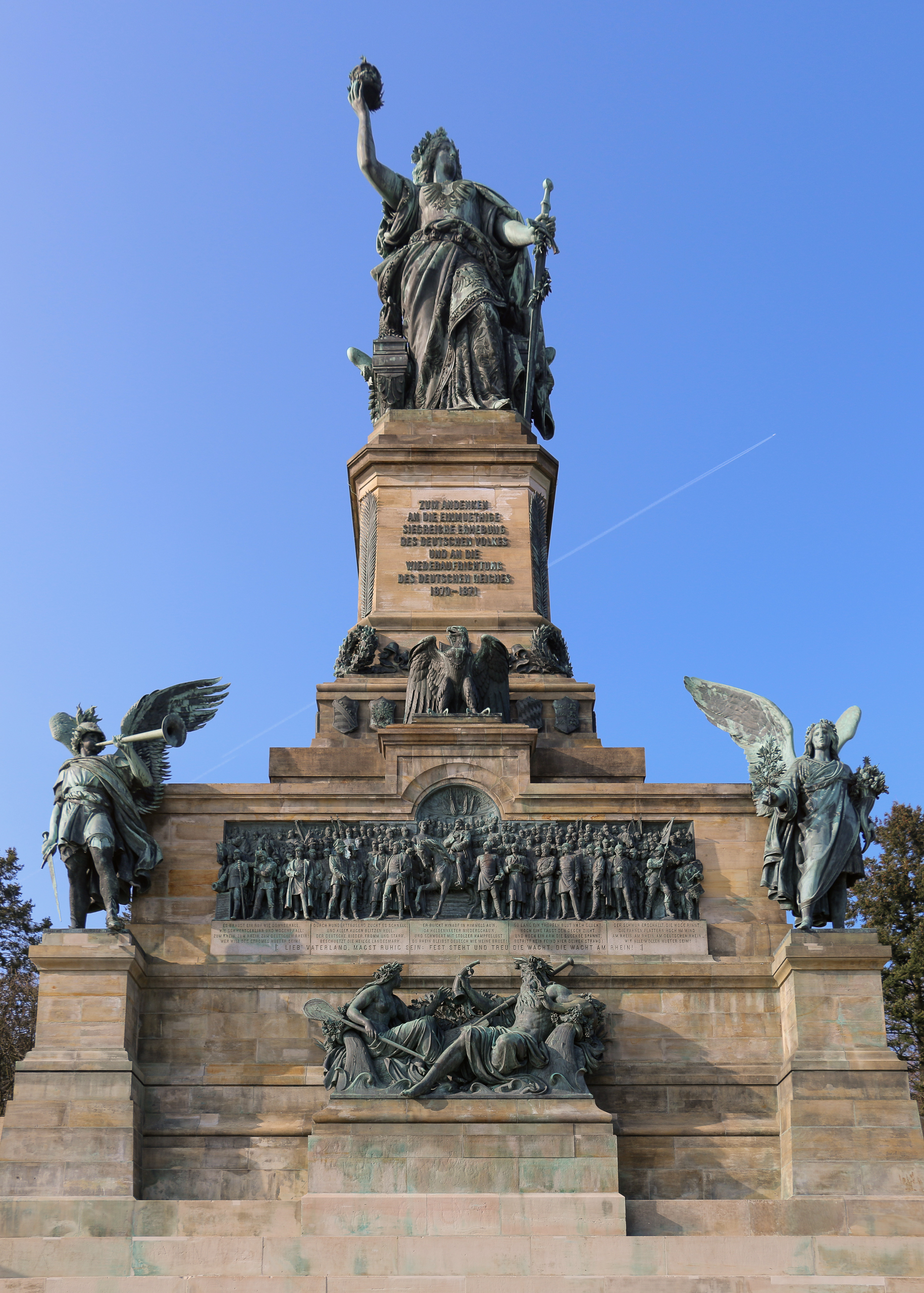
Niederwalddenkmal (2014)

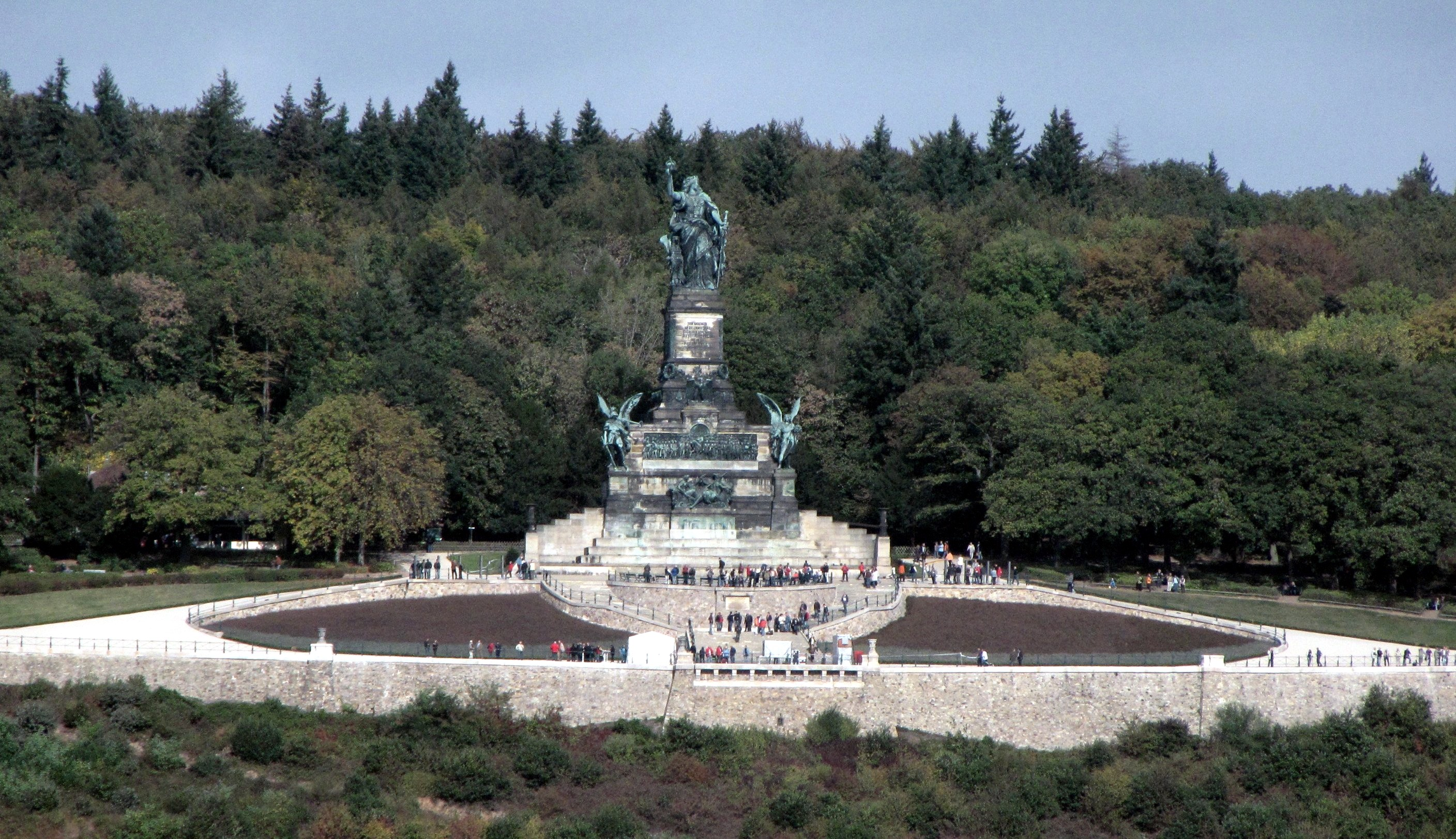
Niederwalddenkmal (2009)

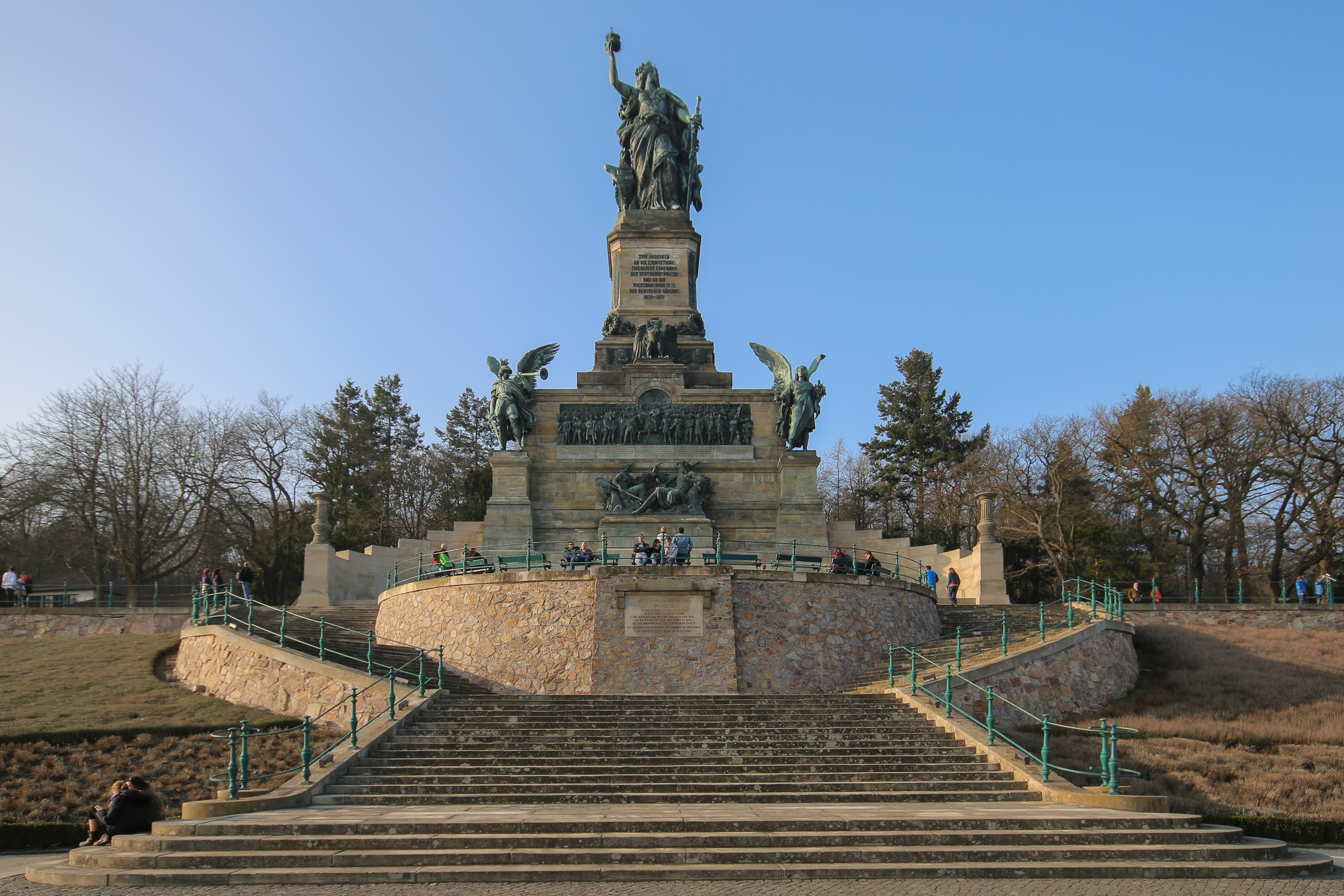
Ansicht von der unteren Plattform

Das Niederwalddenkmal liegt am Rand des Landschaftsparks Niederwald oberhalb der Stadt Rüdesheim am Rhein. Zu seinen Füßen befinden sich die Weinlagen des Rüdesheimer Berges.
Das Denkmal sollte an die Einigung Deutschlands 1871 erinnern. Planung und Bau dauerten insgesamt zwölf Jahre von der ersten Anregung 1871 bis zur Einweihung am 28. September 1883. Die Bauzeit betrug sechs Jahre.
Zur Zeit des deutschen Kaiserreichs galt das Niederwalddenkmal mit dem Barbarossadenkmal auf dem Kyffhäuserberg, dem Deutschen Eck in Koblenz, dem Hermannsdenkmal bei Detmold am südlichen Teutoburger Wald, dem Kaiser-Wilhelm-Denkmal an der Porta Westfalica, dem Kaiser-Wilhelm-Denkmal in Berlin, dem Völkerschlachtdenkmal in Leipzig und dem Bismarck-Denkmal in Hamburg als ein Nationaldenkmal.
Seit 2002 ist das Niederwalddenkmal Teil des UNESCO-Welterbes Oberes Mittelrheintal.

## Anlass und Planung

### Historischer Hintergrund
Der Anlass zur Erbauung des Niederwalddenkmals war der Deutsch-Französische Krieg 1870/71 und die anschließende Gründung des Deutschen Kaiserreiches am 18. Januar 1871. Letzteres war das Ergebnis jahrzehntelanger Bestrebungen zur Vereinigung der vielen Staaten des Deutschen Bundes. Zudem kam es im 19. Jahrhundert in Deutschland allgemein in Mode, Denkmäler zum Gedenken an historische Ereignisse oder Personen zu errichten. So kamen bereits während des Krieges 1870/71 erste Ideen für die Errichtung eines nationalen Denkmals zu diesem Zweck auf. Nach der Gründung des Kaiserreichs wurden von vielerlei Seiten Vorschläge gemacht.

### Standortfrage

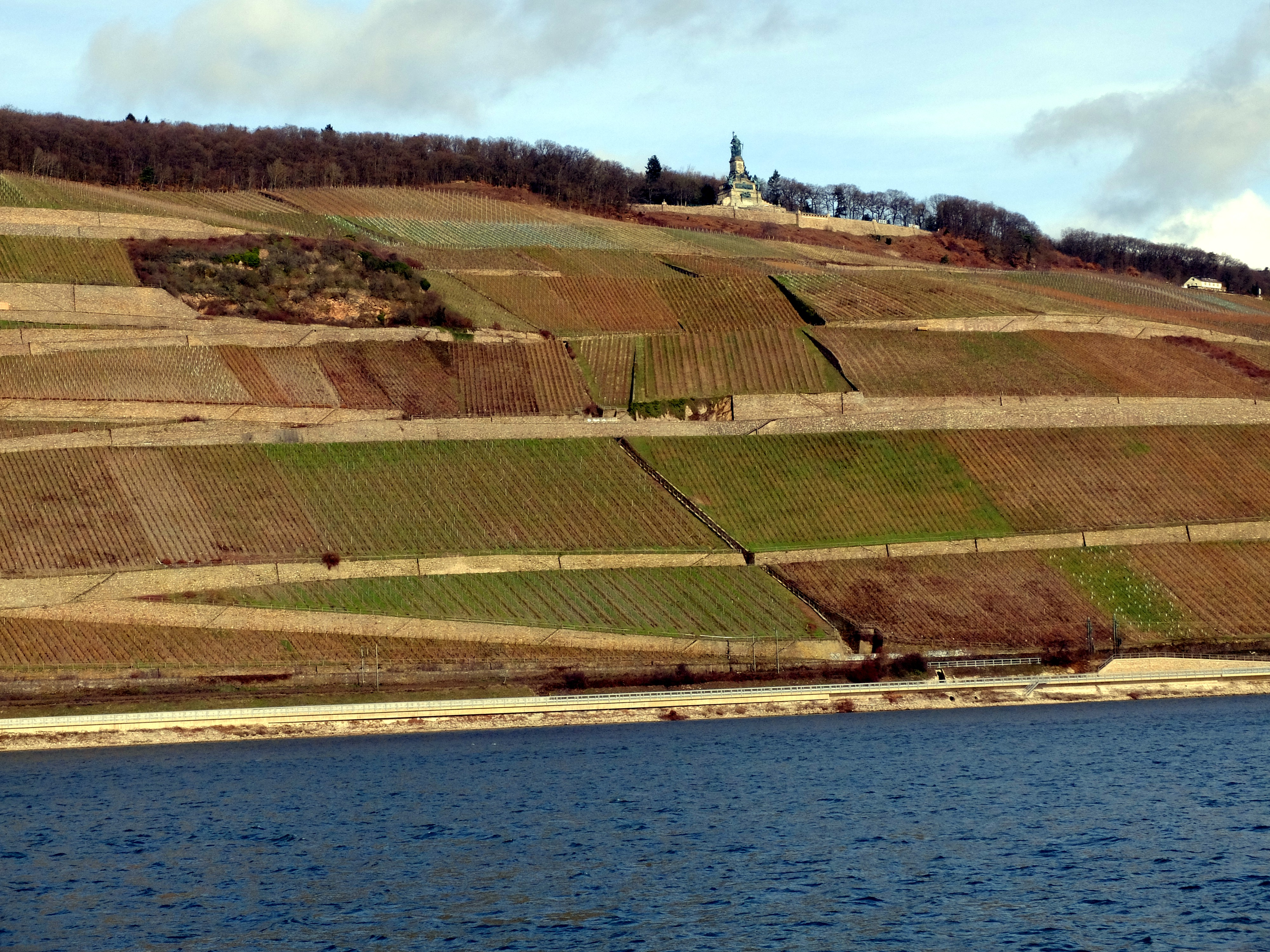
Das Denkmal von der anderen Seite des Rheins aus gesehen, von Bingen (2017)

Der Rhein gewann dabei als Standort besondere Beachtung, da er für die Deutschen ein wichtiges Symbol darstellte. Er war seit alters her ein wichtiger Schauplatz der deutschen Geschichte und der Sagen- und Märchenwelt (Rheinromantik). Seit dem Ersten Koalitionskrieg bis zum Sturz Napoleons war er rund zwanzig Jahre lang deutsch-französischer Grenzfluss gewesen.
Viele deutsche Soldaten hatten das Lied Die Wacht am Rhein gesungen, als sie in den Krieg von 1870/1871 gezogen waren. Es wurde sogar als Hymne für das neue Deutsche Kaiserreich in Betracht gezogen. Durch die Annexion Elsass-Lothringens wurde Frankreich vom linken Rheinufer völlig verdrängt. Der Rhein war – bis auf den Ursprung und die Mündung – ein rein deutscher Fluss geworden.

### Planung
Am 13. April 1871 schlug der Schriftsteller Ferdinand Hey’l im „Rheinischen Kurier“ den konkreten Standort Niederwald bei Rüdesheim am Rhein im preußischen Regierungsbezirk Wiesbaden vor. Dieser Vorschlag wurde von vielen mit großer Begeisterung aufgenommen. Insbesondere der Wiesbadener Regierungspräsident Botho Graf zu Eulenburg kümmerte sich um die weitere Planung und Organisation des Denkmalbaus. Zunächst holte er die Zustimmung Kaiser Wilhelms I. und des Reichskanzlers Otto von Bismarck für das Projekt ein. Danach gründete er ein Komitee in Berlin, welches vor allem aus Mitgliedern des Reichstages bestand. Dem geschäftsführenden Ausschuss dieses Komitees saß er selbst vor.
Im November 1871 begann die Durchführung des Denkmalprojektes mit der Veröffentlichung des ersten Spendenaufrufes an das Volk. Im Februar 1872 folgte der erste Wettbewerb für Künstler, Architekten und Bildhauer, um einen geeigneten Entwurf zu ermitteln. Jedoch war keins der eingereichten Modelle in den Augen des Komitees gut genug für eine reale Umsetzung. Erst nach einer zweiten Ausschreibung konnten die Ideen des Bildhauers Johannes Schilling überzeugen. Er reichte seinen dritten und endgültigen Entwurf im April 1874 ein. Die Architektur und die Terrassenbauten des Denkmals wurden von dem Dresdner Architekten Karl Weißbach ausgearbeitet. Die Umsetzung des Projekts wurde dadurch erschwert, dass insgesamt nicht genügend Geld durch Spenden eingesammelt werden konnte. Daher musste der Reichstag einen Zuschuss leisten. So konnte der Bau des Denkmals nach drei Jahren Vorbereitungszeit beginnen.

### Bau, Einweihung und Attentat
Am 16. September 1877 wurde die Grundsteinlegung mit einem großen Fest gefeiert, bei dem auch Kaiser Wilhelm I. anwesend war. 1883 waren die Bauarbeiten beendet.

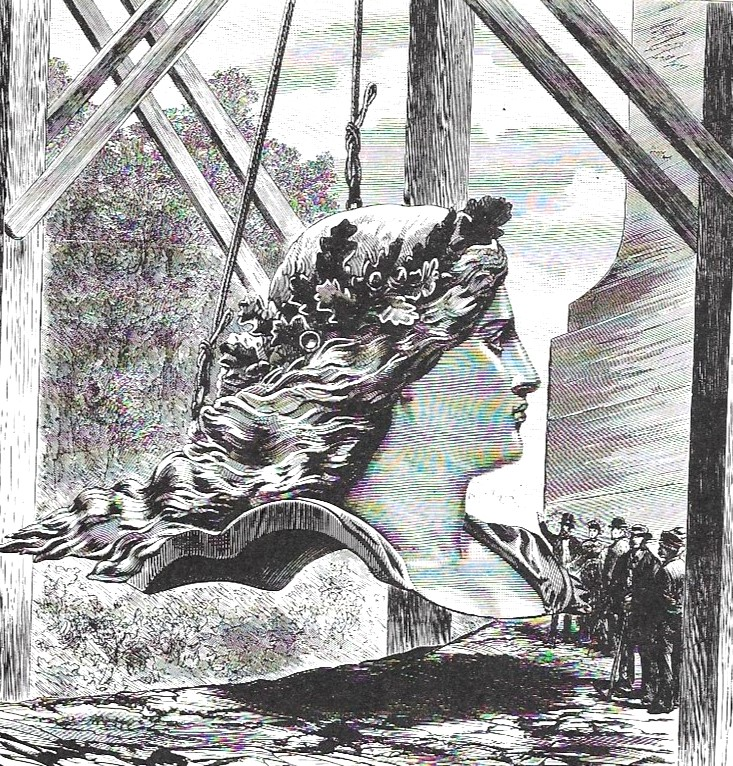
Aufzug des Germania-Kopfes auf das Niederwalddenkmal am 11. August 1883 (Neue Illustrierte Zeitung ebd., Zeichnung von Ferdinand Lindner)

Die Figur der Germania entstand in der Königlichen Erzgießerei zu München und war bis zum 14. Juni 1883 in München ausgestellt. Am 18. Juni 1883 sollte die Statue der Germania per Eisenbahn eintreffen. Der vorgesehene Reiseweg wurde vorab mit einem Probezug befahren und hatte sich - besonders hinsichtlich von Tunnels und Brücken - als machbar erwiesen. Der Transport sollte etwa acht Tage in Anspruch nehmen. Die einzelnen Teile der etwa 700 Zentner wiegenden Statue wurden auf drei Waggons verteilt, das schwerste Teil brachte 240 Zentner auf die Waage. Auf der Strecke von Aschaffenburg nach Worms wurde ein Güterschuppen „abgelegt“ und an einer Brücke „wurde die Last über deren Höhe gehoben und mittels Rollen über diese befördert“. Von Worms–Rosengarten bis Rüdesheim ging die Reise der Gussstücke auf dem Wasserweg weiter. Der Raddampfer „Bingerbrück“ schleppte die auf hölzernen Pontons längsseits gekoppelten Güterwagen zu dem Gütertrajekt unterhalb von Rüdesheim. Von da sollten die Waggons von einer Lokomotive bis zur Ausladestelle gefahren werden. Diese sollte entweder „an der Apotheke“ oder „an der Geisenheimer Chaussee“ sein. Für den Transport von dort auf den Niederwald rechnete man zwei bis drei Tage. Zur Bewältigung der starken Steigung sollten „eine ganze Reihe kräftiger Pferde“ eingesetzt werden. Die für die damalige Zeit extrem leistungsfähigen Hebeseile für das Hinaufziehen des Germania-Kopfes lieferte die Seilereifabrik Jakob Reutlinger aus Offenbach.

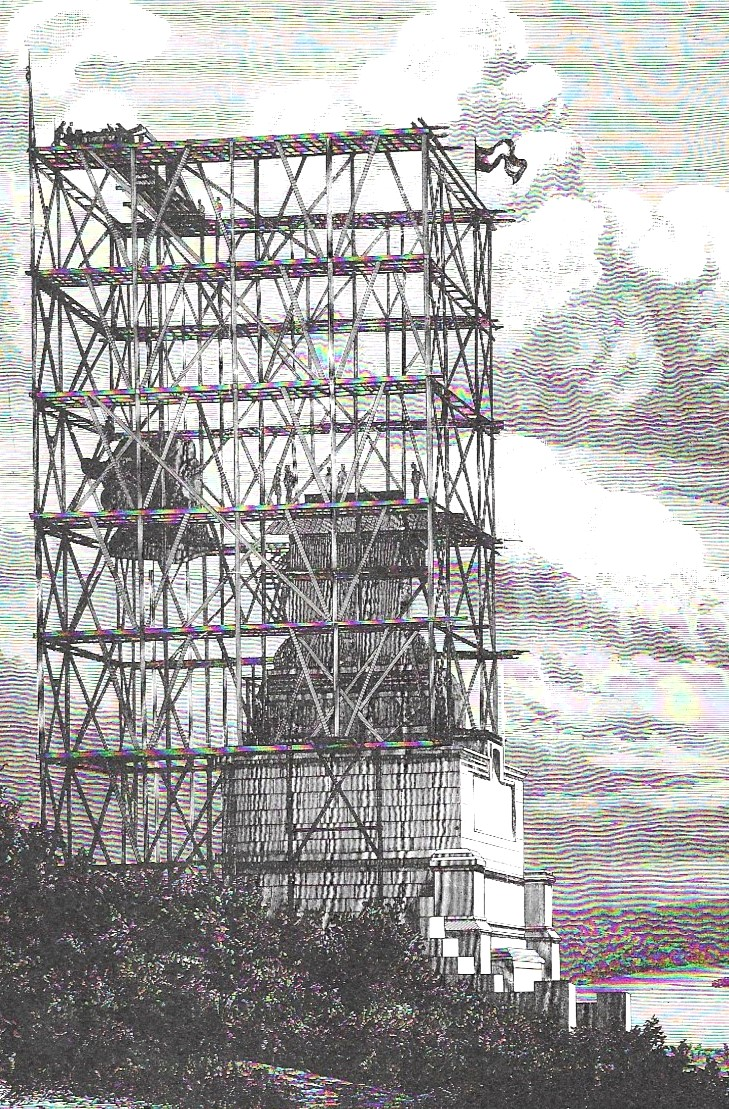
Aufrichtung des Niederwalddenkmals am 11. August 1883 (Neue Illustrierte Zeitung ebd., Zeichnung von Ferdinand Lindner)

Bei der Einweihungsfeier am 28. September 1883 hielt der Kaiser wieder eine Rede, die jedoch durch eine Panne gestört wurde. Weil die Geschützbedienung der Haubitze die Geste ihres Offiziers falsch deutete, feuerte sie bereits einen Salut, während der Kaiser noch sprach. Die Rheinschiffe hörten das verabredete Signal und feuerten nun auch mehrere Salutschüsse. Damit die letzten Worte trotzdem nicht verloren gingen, meißelte man sie auf dem mittleren Absatz des Treppenabgangs rund um den Denkmalssockel ein. Bei der Einweihungsfeier fand ein Attentatsversuch auf Kaiser Wilhelm I. durch eine Gruppe Anarchisten rund um August Reinsdorf und Emil Küchler statt. Dieses Attentat scheiterte aber. 

## Bildprogramm
Das Niederwalddenkmal hat eine Gesamthöhe von 38,18 Metern und wiegt 75 Tonnen. Das Figurenprogramm des Denkmals besteht aus mehreren unterschiedlichen Plastiken und Reliefs.

### Germania

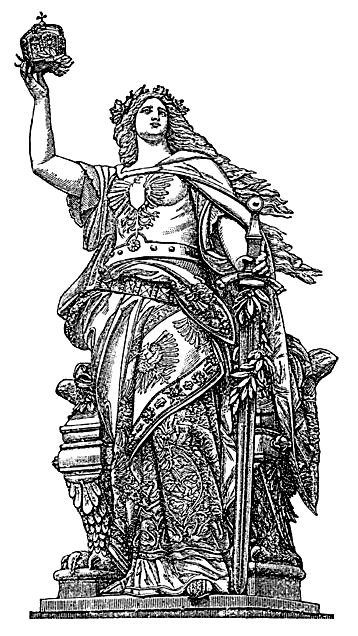
Die Germania

Zuoberst steht die Hauptfigur, die 12,5 Meter hohe Germania, auf einem Sockel vor einem Thron im „altdeutschen Stil“ mit Adlerwangen. Dieser symbolisiert den Kaiserthron. Obwohl das Denkmal als Ganzes gen Süden ausgerichtet wurde, ist ihr Kopf leicht nach links, also östlich gedreht. Damit schaut sie in den Rheingau, Richtung Deutschland. Mit der rechten Hand hält sie die Reichskrone lorbeerumkränzt empor. Die linke Hand umfasst dagegen ein gesenktes lorbeerumwundenes Schwert. Der Lorbeer wurde bereits in der Antike in der Form eines Kranzes als Symbol des Sieges und als Zeichen der Macht von den Imperatoren getragen und wird in entsprechender Weise auch im 19. Jahrhundert oft als triumphales Symbol verwendet.
Das Haupt der Germania ist dagegen mit Eichenlaub, dem deutschen Attribut, umkränzt und ihr langes Haar weht im Wind. Ihr Körper ist mit einem schweren, faltenreichen Gewand umhüllt, welches mit verschiedenen Ornamenten und Tieren geschmückt ist. Dabei lassen sich Adler, Hirsche, Raben, Drachen und Schwäne finden – Tiere, die in der deutschen Märchen- und Sagenwelt häufig vorkommen. Am Mantelrand sind ein Adlerfries und eine Edelsteinborte angebracht. Zum Schutz trägt die Germania einen Brustkoller mit aufgeprägtem Reichsadler. Damit sollte sie alles vereinen, was zum damaligen Deutschlandbild gehörte.
Modell für die Germania war Schillings jüngere Tochter Clara.

### Sockel
Auf dem Sockel, auf dem die Germania steht, befindet sich im Südsüdosten auf der Vorderseite des Denkmals die Inschrift: „ZUM ANDENKEN AN DIE EINMUETHIGE SIEGREICHE ERHEBUNG DES DEUTSCHEN VOLKES UND AN DIE WIEDERAUFRICHTUNG DES DEUTSCHEN REICHES 1870–1871“. Auf den Sockelseiten rechts und links davon sind die Namen wichtiger Schlachtfelder des Krieges 1870/71 festgehalten; so an der Westnordwest-Seite untereinander: Weissenburg Woerth Spichern Courcelles Mars la Tour Gravelotte Beaumont Sedan. An der Ostnordost-Seite: Strassburg Metz Le Bourget Amiens Orleans Le Mans St. Quentin Paris. Im Nordnordwesten die Gedenkinschrift: FRIEDE ZU FRANKFURT 10. MAI 1871 (mit dem Datum darunter).
An den abgefasten Kanten des oberen Sockels befinden sich Palmzweige, die eigentlich nicht vorgesehen waren und erst nach der Grundsteinlegung hinzugefügt wurden. Sie dienen dem Gedenken der Gefallenen, da sie im Christentum das Symbol für Märtyrerschaft und als immergrüner Pflanzenteil das des ewigen Lebens darstellen.
Am Fuß des obersten Sockels stehen Kränze und das Eiserne Kreuz. Sie leiten zu einer Wappenreihe über, in deren Zentrum der Reichsadler mit dem preußischen Wappenschild auf der Brust sitzt. Dieser ist gerade im Begriff aufzusteigen. Die Wappenreihe beinhaltet alle Wappen der damaligen Staaten, an der Stirnseite die vier Königreiche Sachsen, Preußen, Bayern und Württemberg.

### Hauptrelief

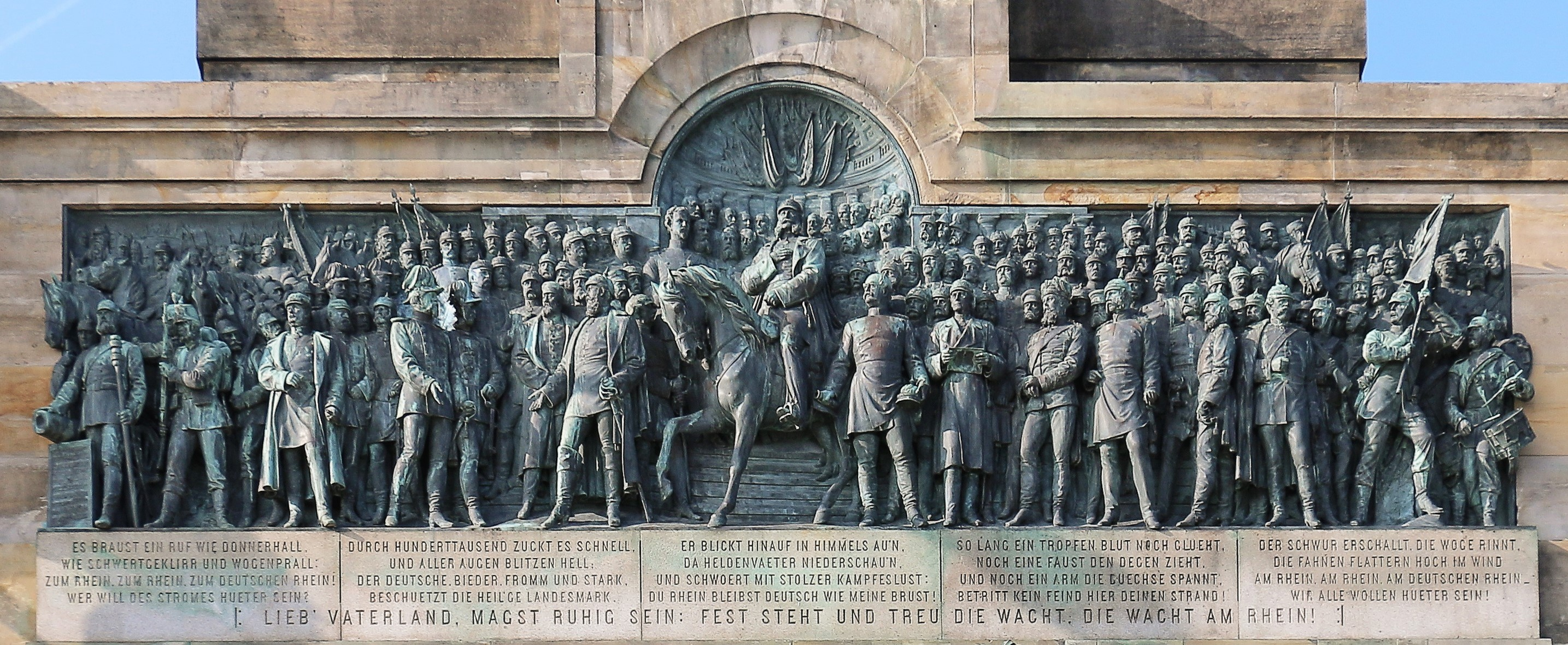
Das Hauptrelief

Das Hochrelief unterhalb des Sockels zeigt 133 Personen in Lebensgröße. Damit ist es das größte Bronzerelief des 19. Jahrhunderts. Im Zentrum sitzt König Wilhelm von Preußen zu Pferde. Um ihn herum sammeln sich rechts die Generäle und Fürsten Norddeutschlands, links selbige aus Süddeutschland. Folglich zeigt das Relief die Aufbruchstimmung vor dem Deutsch-Französischen Krieg und nicht die Situation nach der Reichsgründung. Unter der Bundesfahne und den Fahnen der größten Städte Deutschlands sind die Personen Bismarck, Moltke, Prinz Friedrich Karl, Kronprinz Albert von Sachsen, Friedrich Franz II. Großherzog von Mecklenburg-Schwerin, General Edwin von Manteuffel, ein preußischer Gardist mit Fahne und ein sächsischer Infanterist mit Trommel ganzfigurig hervorgehoben. Sie blicken mit teils verklärtem Blick in die Ferne und scharen sich um ihren Anführer König Wilhelm. Auf Wilhelms linker Seite stehen der Kronprinz Friedrich Wilhelm von Preußen, die Generäle von Blumenthal, von Hartmann, Ludwig von der Tann-Rathsamhausen, August von Werder, ein hessischer Jäger und ein preußischer Kanonier. Jeder, der selbst am Krieg beteiligt gewesen war oder zumindest solcherlei Angehörige besaß, hatte sich in einem Vertreter der Truppengattungen wiederfinden können sollen. Daher lassen sich unter den Figuren sowohl Darstellungen der Heerführer als auch der Mannschaften und Truppenteile ausmachen.

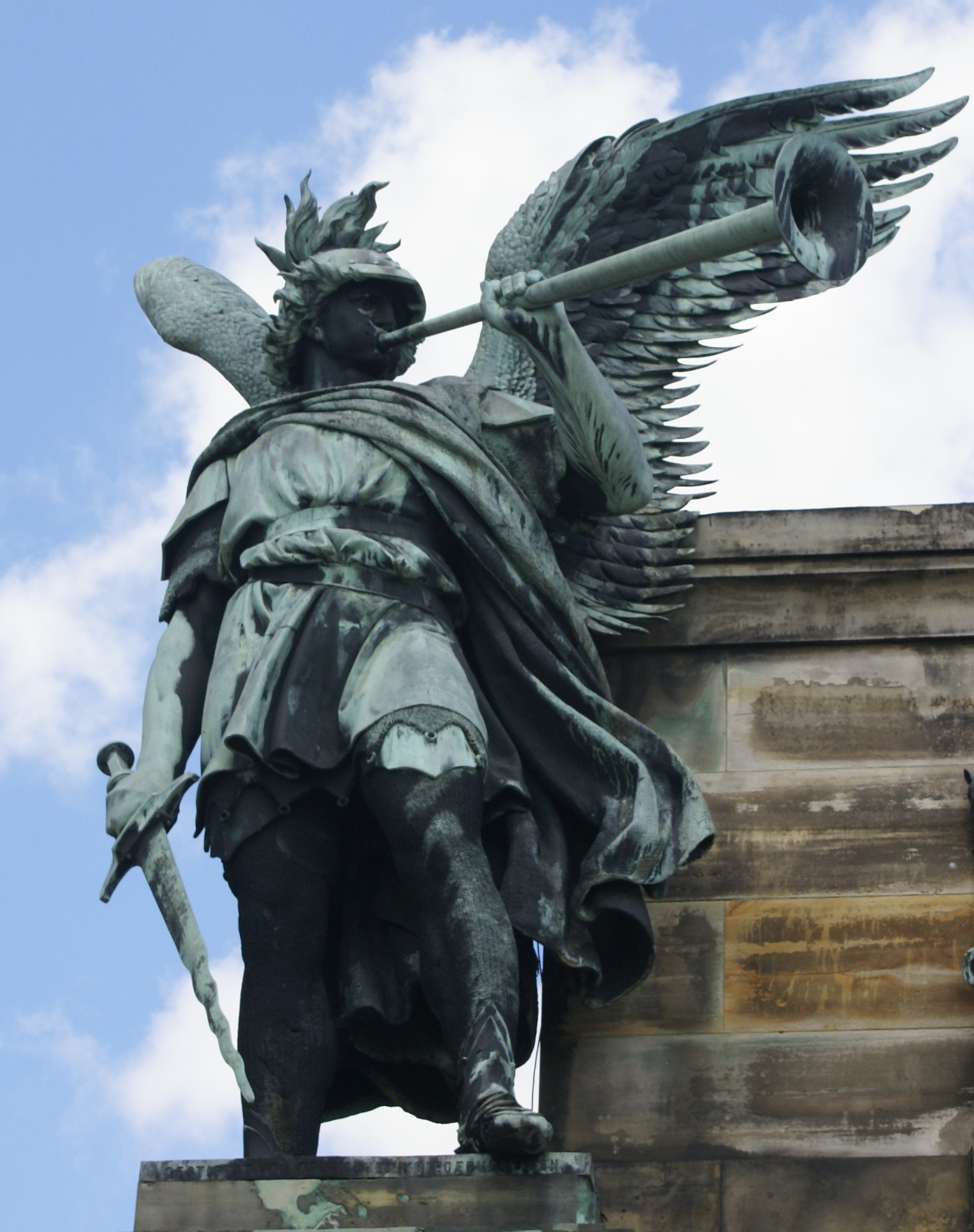
Die Allegorie des Krieges

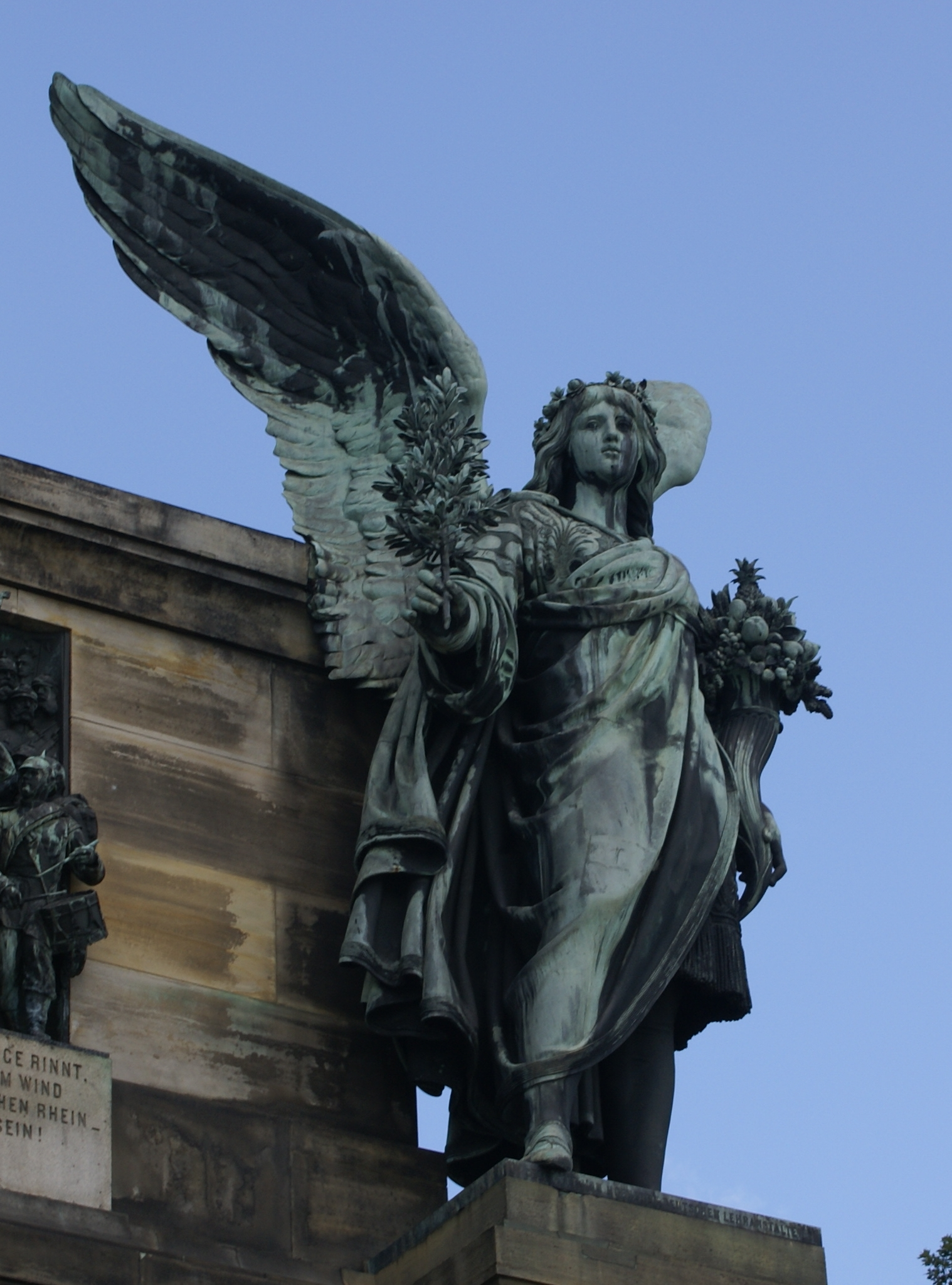
Die Allegorie des Friedens

### Allegorien
Die Allegorien von Krieg und Frieden waren bereits Bestandteil des ersten Denkmalsentwurfs von Schilling und bilden zusammen mit der Hauptfigur der Germania einen Dreiklang. Sie sind ebenfalls überlebensgroß, aber kleiner als die Germania dargestellt und flankieren das Hauptrelief.
An der linken Seite des Reliefs steht die Allegorie des Krieges. Er ist dargestellt als geflügelter Genius, der in eine Trompete bläst und in der Rechten ein gesenktes Schwert hält. Er trägt Helm und Rüstung im gotischen Stil. Das gesenkte Schwert deutet auf das siegreiche Ende der Schlacht hin. Schilling platzierte die Allegorie des Krieges bewusst in Richtung Frankreich, so wie er die Allegorie des Friedens, an der anderen Seite des Hauptreliefs gen Osten, also gen Deutschland setzte. Der Frieden ist als Engel mit Ölzweig und Füllhorn dargestellt. Der Ölzweig ist ein altes Symbol für den Frieden, während das Füllhorn für den durch den Frieden ermöglichten Wohlstand und das Glück steht.

### Seitenreliefs

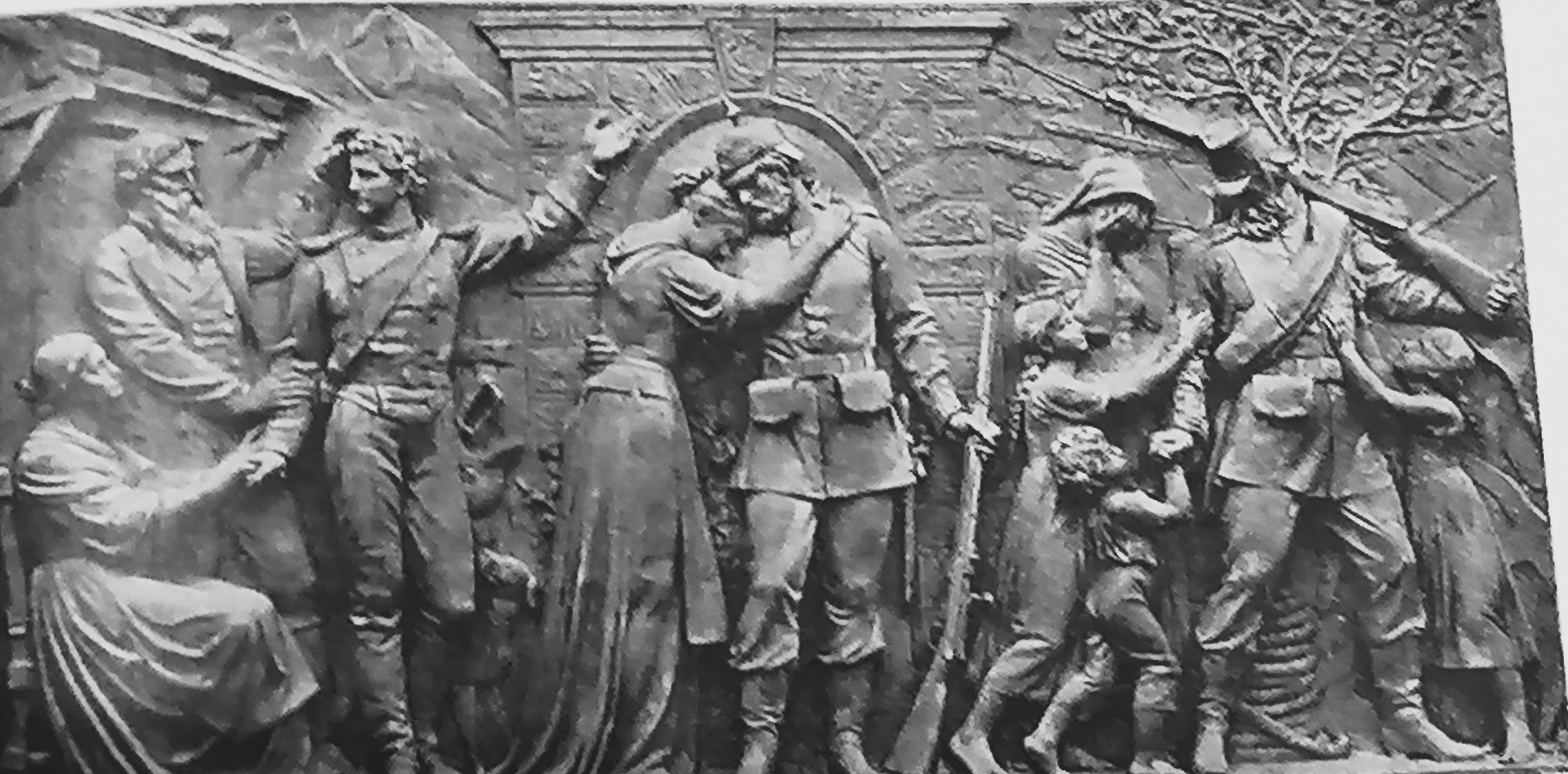
Der Abschied

Hinter der Allegorie des Krieges ist das Seitenrelief „Abschied der Krieger“. In diesem Aufbruchrelief sind die ausziehenden Krieger in drei Gruppen dargestellt:
- der Jüngling zieht, geleitet von den Segenswünschen der Eltern, ins Feld. (Kriegsfreiwilliger)
- Der jugendliche Mann umfängt scheidend seine Braut. (Soldat/Reservist)
- Der Vater löst sich aus den Armen von Frau und Kindern. (Landsturm)

Auf der anderen Seite des Hauptreliefs befindet sich hinter der Allegorie des Friedens das Heimkommensrelief. Es ist nicht in Szenerien unterteilt, sondern stellt einen einheitlichen Raum für alle Heimkehrer des Deutsch-Französischen Krieges dar. Hier überwiegt Freude, Eichenlaub schmückt das Bild.

### Das LiedDie Wacht am Rhein
Unter dem Hauptrelief sind fünf der sechs Strophen des Liedes Die Wacht am Rhein eingemeißelt. Es hatte für Teile der damaligen Gesellschaft eine Art Hymnencharakter, insbesondere für die deutschen Soldaten 1870. Max Schneckenburger hatte das Lied gedichtet und 1854 war es von Carl Wilhelm vertont worden. Die Strophen wurden ihrem Inhalt gemäß an passender Stelle unter das Relief gemeißelt. So steht beispielsweise unter König Wilhelm, der sich auf seinem Pferd die Hand an die Brust hält und verklärt gen Himmel blickt:
„Er blickt hinauf in Himmels Au’n,

da Heldenväter niederschau’n,

und schwört mit stolzer Kampfeslust;

du Rhein bleibst deutsch wie meine Brust!“
Die Melodie ist zusätzlich zum Erhalt auf einem Grenzstein eingraviert. Die Strophe, welche sich direkt auf Frankreich bezieht, wurde ausgelassen.

### Vater Rhein und Tochter Mosel
Das unterste Element des Denkmals ist eine Bronzegruppe unterhalb des Hauptreliefs: Vater Rhein übergibt seiner Tochter, der Mosel, das Wächterhorn. Dies wies auf die im Krieg errungene Grenzverschiebung hin, also dass der Rhein nicht länger Grenzfluss war, da nun auch Elsass und Lothringen zum Deutschen Reich gehörten.

### Achsen
Als Letztes sei noch auf die besondere Anordnung der einzelnen Elemente im Niederwalddenkmal verwiesen. Der horizontale Streifen der Ornamente ergibt die Abfolge der Geschehnisse. Erst brachen die Soldaten aus allen Regionen des kleinstaatlichen Deutschlands auf, der Krieg begann repräsentiert durch die Allegorie des Krieges. Die Generäle Süddeutschlands zeigen den Beginn des Kampfes an und insgesamt sammelten sich alle um König Wilhelm von Preußen, wobei die norddeutschen Generäle zu seiner Linken den siegreichen Verlauf des Krieges symbolisieren. Hiernach folgt der Frieden, der durch die Allegorie angezeigt wird, und zuletzt kehren die Krieger ins geeinte Deutsche Kaiserreich heim. Die vertikale Achse präsentiert dagegen die Ergebnisse des Krieges. Die Germania hält die Krone symbolisch für den neuen Landesfürsten, in der Hauptinschrift wird die „Wiederaufrichtung des Deutschen Reiches“ gerühmt, der Reichsadler und der Wappenkranz der deutschen Länder versinnbildlichen die deutsche Einheit sowie die Vereinigung aller Fürsten mit dem preußischen König und zuletzt die Grenzerweiterung von Rhein nach Mosel.

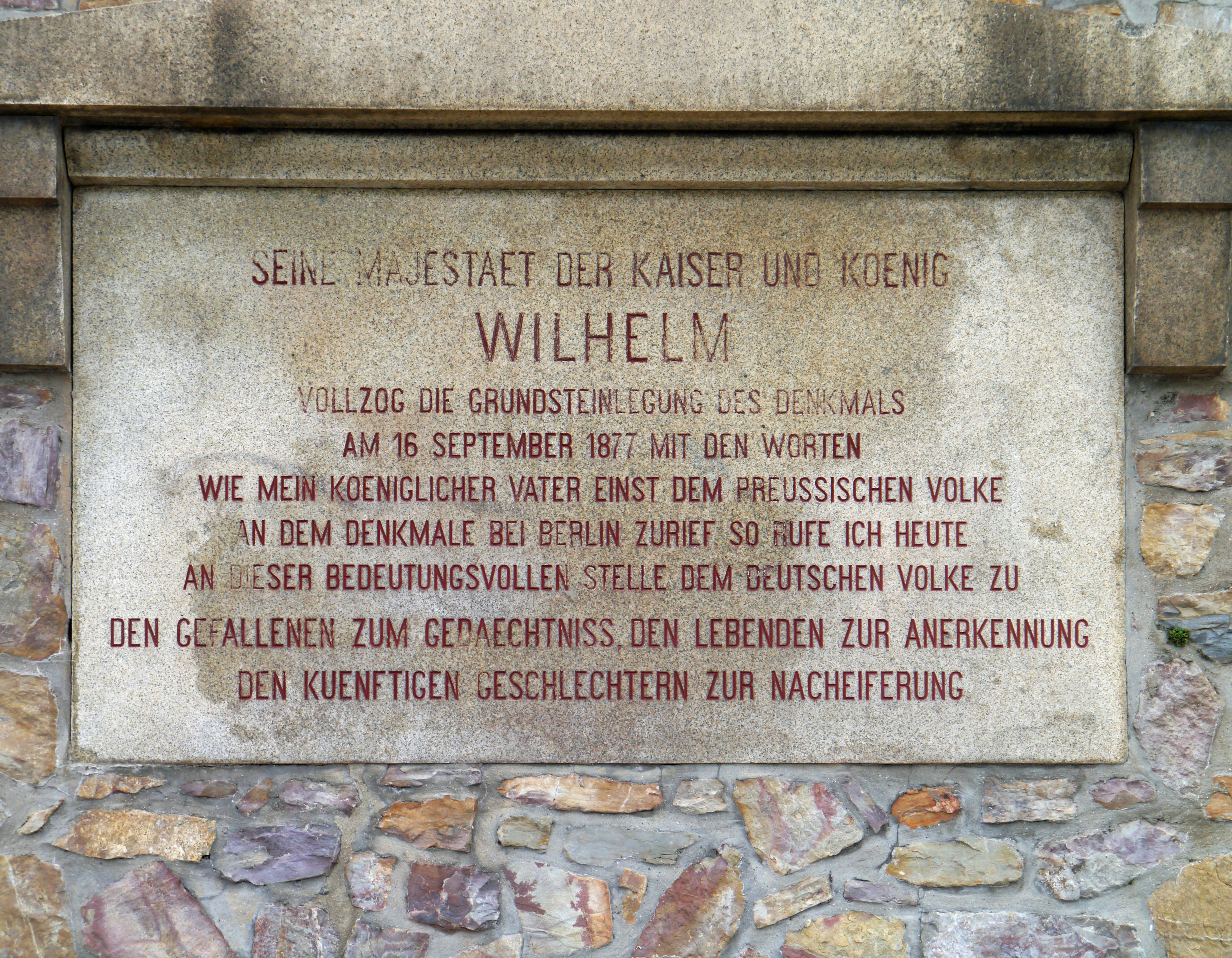
Kaiser Wilhelm zur Grundsteinlegung 1877

### Touristische Bedeutung

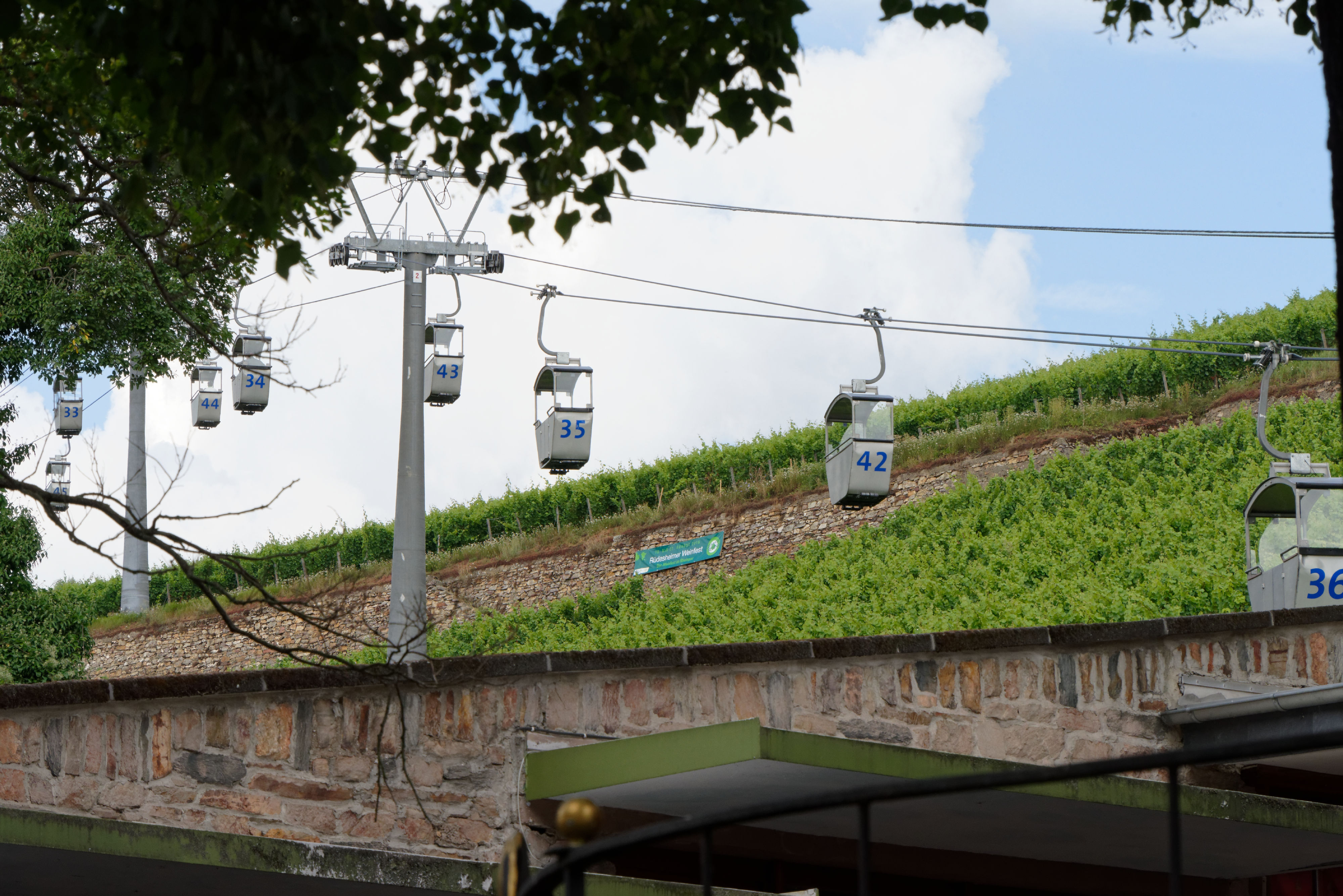
Seilbahn zum Niederwalddenkmal

Das patriotische Denkmal zieht seit seiner Einweihung viele Touristen an. Es wurde mehr und mehr zu einem beliebten Ausflugsziel anstelle einer Stätte für patriotische Gedenkfeiern. Ab 1885 fuhr die Niederwaldbahn von Rüdesheim hinauf zum Niederwald, sie wurde jedoch 1944 bei einem Luftangriff teilweise zerstört und später rückgebaut. Seit 1954 führt stattdessen die Seilbahn Rüdesheim zu dem hoch über der Stadt liegenden Denkmal.
Das Denkmal wird durch die Staatlichen Schlösser und Gärten Hessen betreut. Von April bis Anfang September 2008 wurde das Umfeld des Denkmals für 1,5 Millionen Euro saniert. Im Sommer 2011 begannen die etwa einjährigen Arbeiten zur umfassenden Restaurierung der Skulpturen, Reliefs und des Sandsteinsockels.
Der Rheinsteig, der neue Wanderweg von Wiesbaden (Schloss Biebrich) nach Bonn über Burg Liebenstein und Burg Lahneck, führt am Niederwalddenkmal vorbei.

### 125-Jahr-Feier
Die Stadt Rüdesheim feierte das Jubiläum des Denkmals mit einem dreitägigen Festprogramm vom 26. bis zum 28. September 2008. Dabei besuchte die „Alte Dame“ die Stadt in Form eines fünf Meter hohen Gemäldes des Rheingauer Künstlers Michael Apitz. Festgäste bei der Feier am Denkmal selbst am Abend des 27. September 2008 waren unter anderem der hessische Ministerpräsident Roland Koch sowie der Bundesminister der Verteidigung, Franz Josef Jung. Auch Ina Schilling-Nickel, Urenkelin des Erbauers, war gekommen, ebenso Vertreter des Schilling-Museums in Mittweida mit Museumsleiter Heiko Weber. Im Rathaus der Stadt war eine Ausstellung zur Bauzeit und Einweihung vor 125 Jahren zu besichtigen. Den historischen Festvortrag im Rathaus hielt der Mainzer Historiker Ralph Erbar.

## Rezeption
Der Kölner Schokoladenproduzent Ludwig Stollwerck ließ 1893 für die Weltausstellung World’s Columbian Exposition in Chicago einen „Schokoladen-Tempel“ bauen, der eine aus 300 kg Schokolade gefertigte und 12 m hohe Nachbildung der Germania des Niederwalddenkmals zeigte.

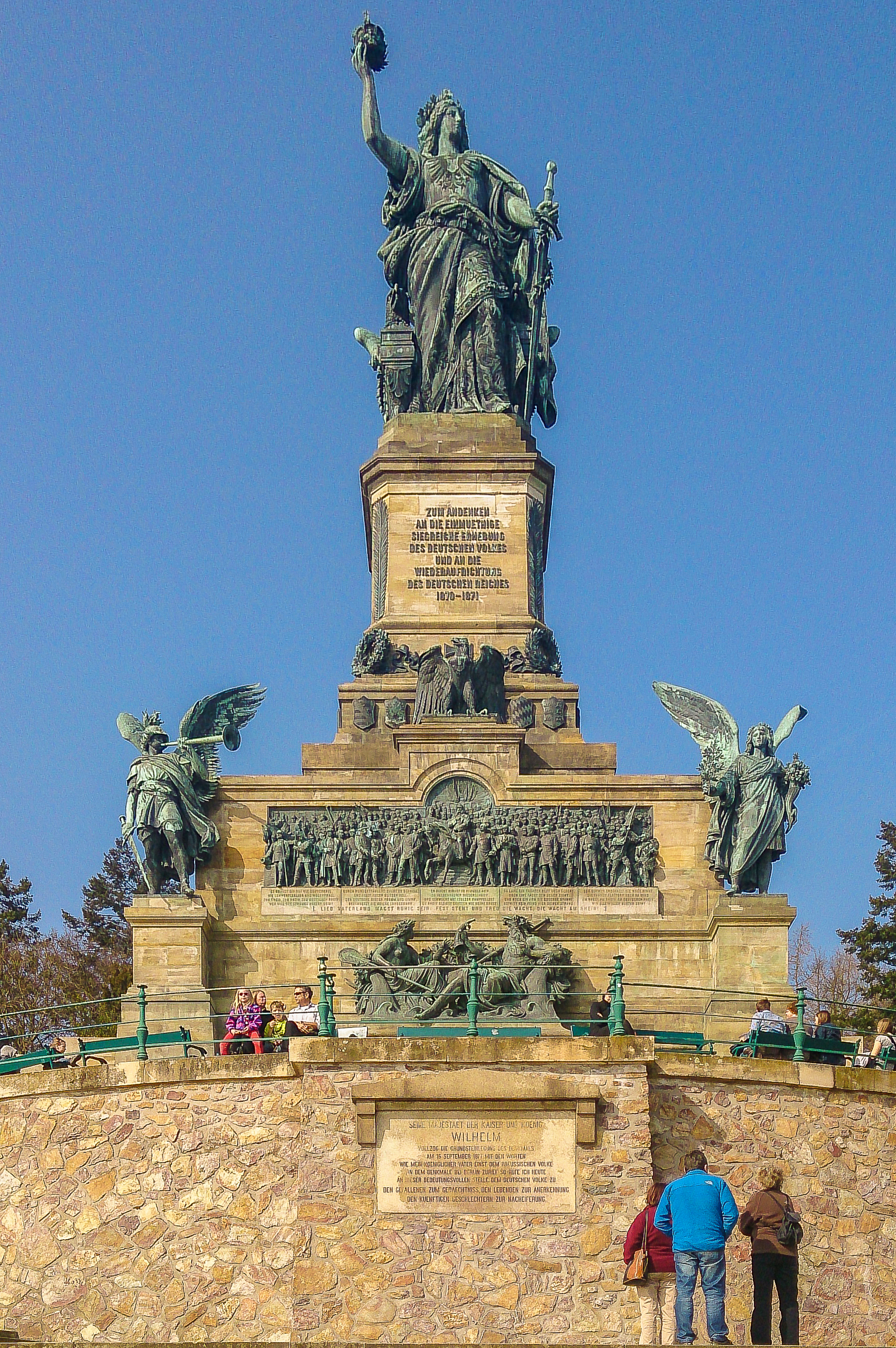
Das Denkmal bei Rüdesheim am Rhein
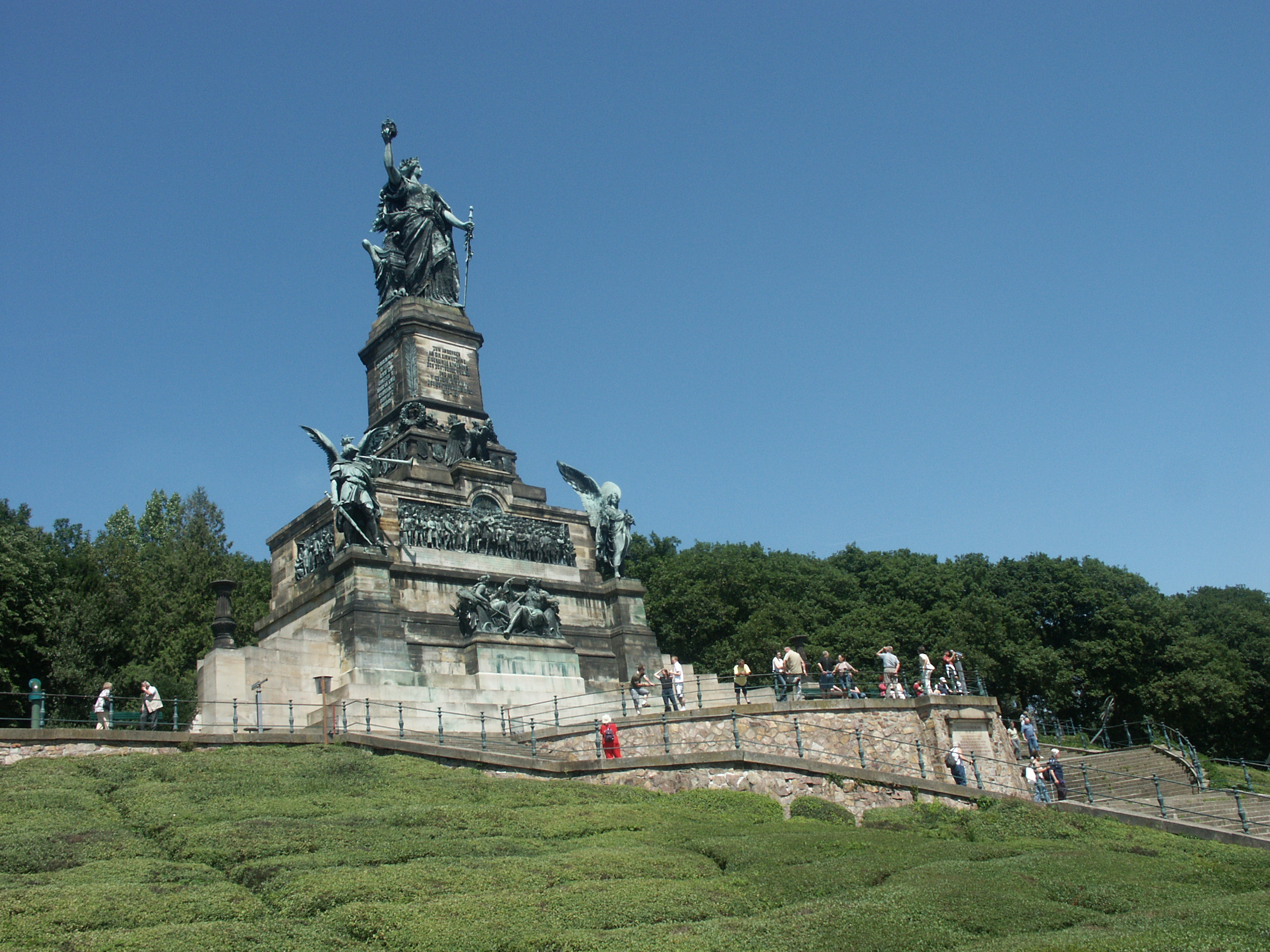
Gesamtansicht
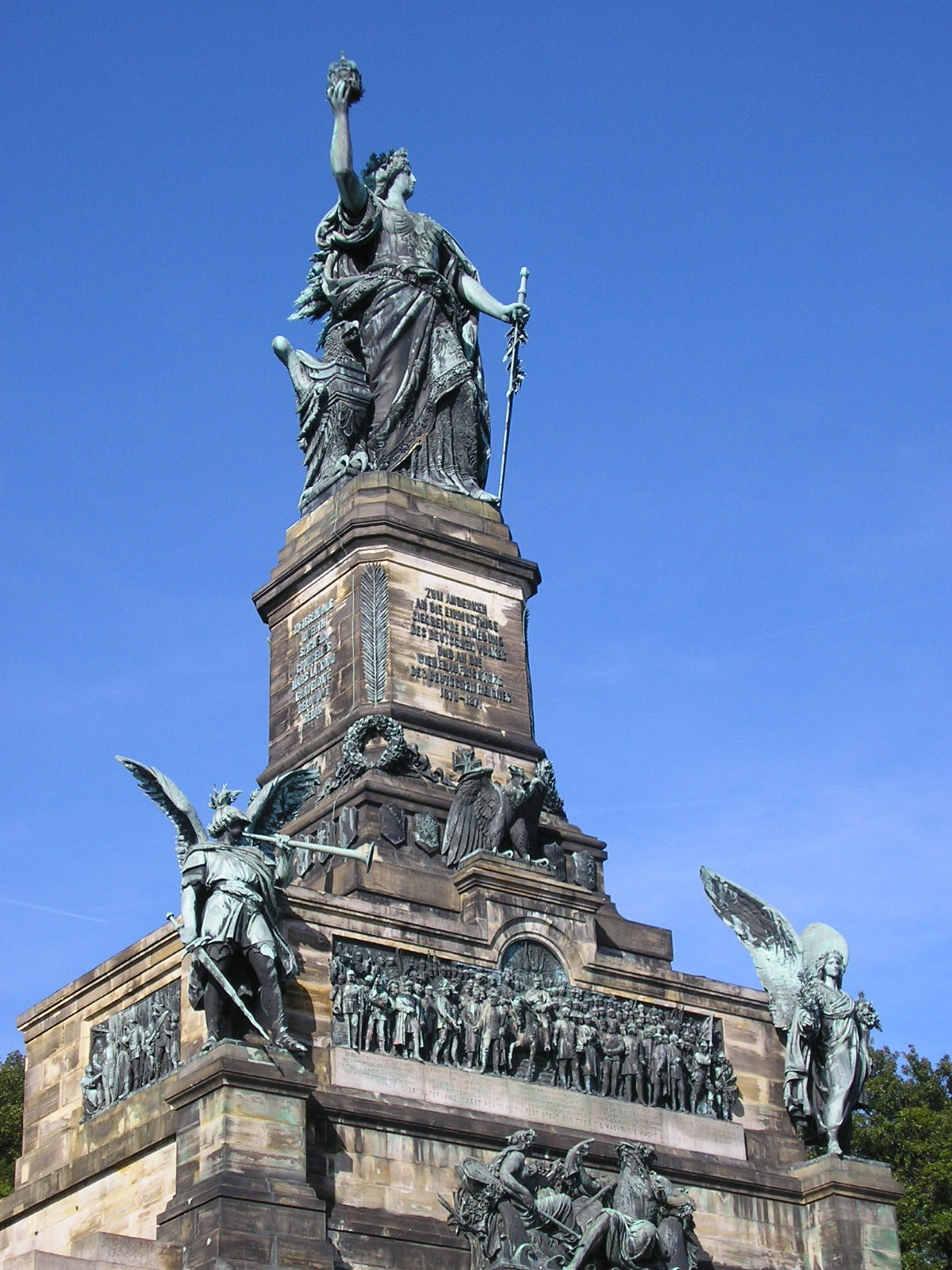
Statue mit Sockel
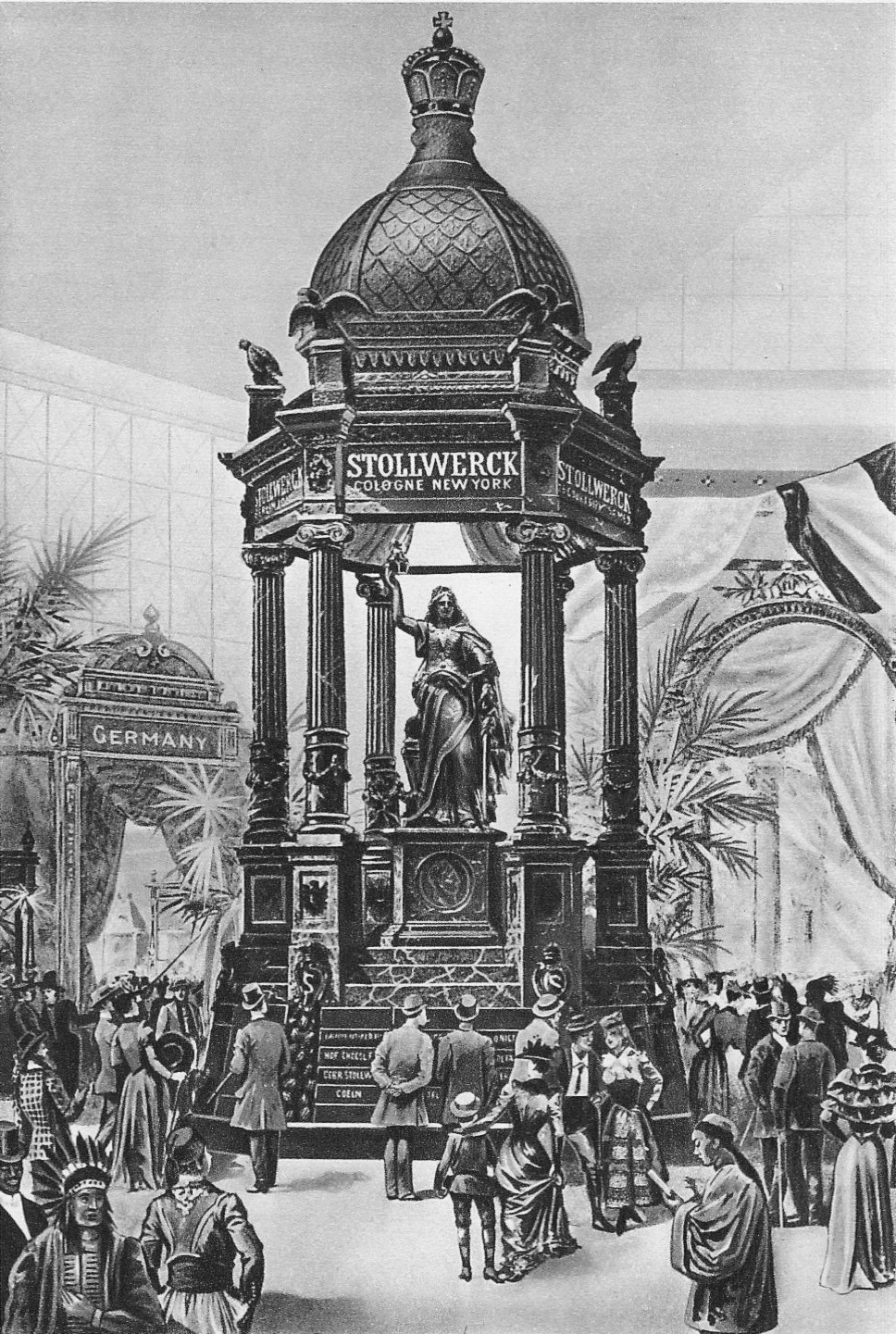
Schokoladen- tempel mit Germania, 1883
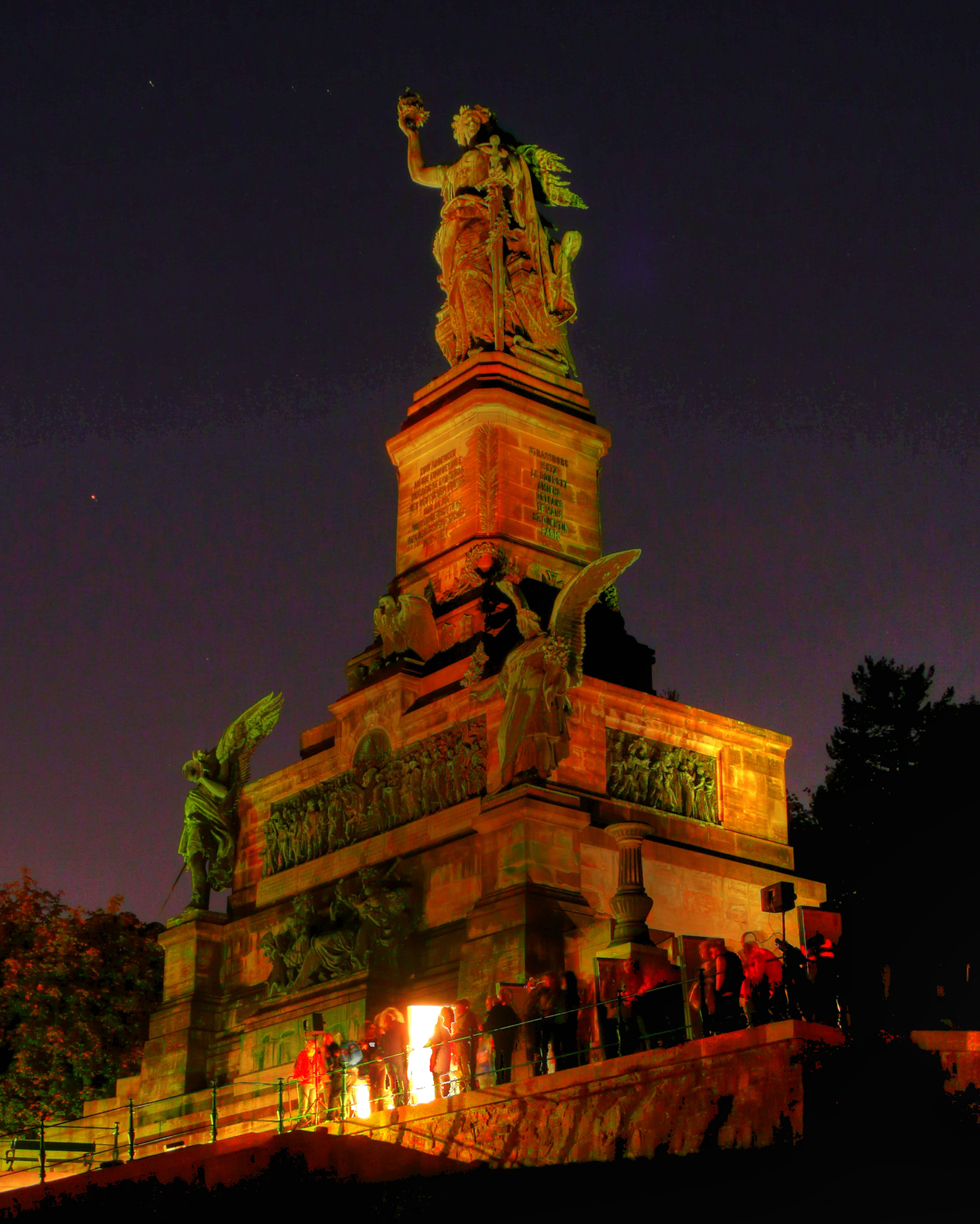
Illuminierte Nachtansicht
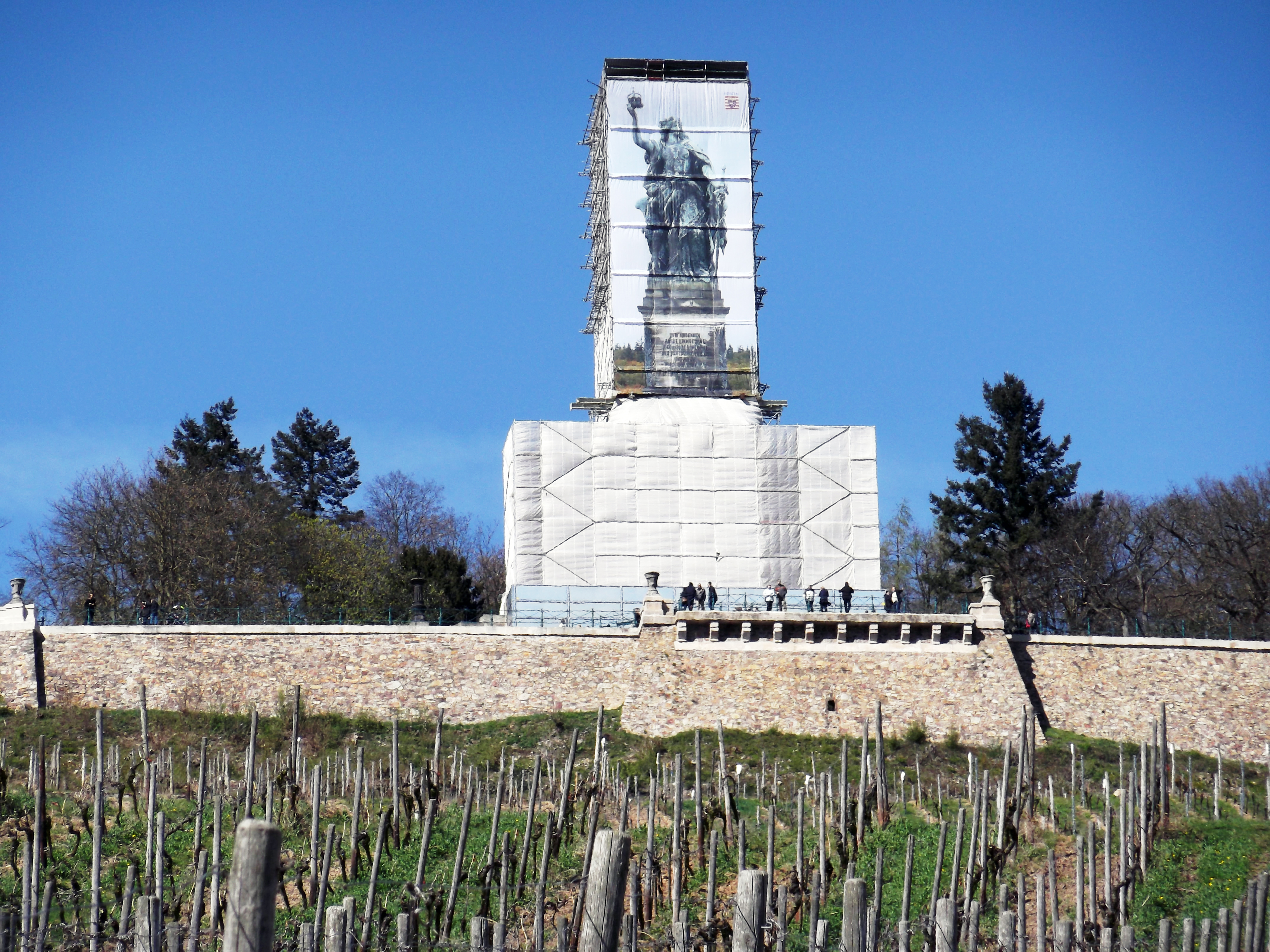
Verhüllt während der Renovierung 2011–2013